# Liste der Baudenkmäler in Kinsau
Auf dieser Seite sind die Baudenkmäler in der oberbayerischen Gemeinde Kinsau zusammengestellt. Diese Tabelle ist eine Teilliste der Liste der Baudenkmäler in Bayern. Grundlage ist die Bayerische Denkmalliste, die auf Basis des Bayerischen Denkmalschutzgesetzes vom 1. Oktober 1973 erstmals erstellt wurde und seither durch das Bayerische Landesamt für Denkmalpflege geführt wird. Die folgenden Angaben ersetzen nicht die rechtsverbindliche Auskunft der Denkmalschutzbehörde.

## Baudenkmäler
| Lage                                                                   | Objekt                               | Beschreibung | Akten-Nr.             | Bild                       |
| ---------------------------------------------------------------------- | ------------------------------------ | --- | --------------------- | -------------------------- |
| Herzogstraße 3 (Standort)                                              | Ehemalige Gastwirtschaft             | zweigeschossiger Satteldachbau mit zwei Ecktürmen und giebelseitiger Geschossgliederung, 1708                                              | D-1-81-129-3 Wikidata | Ehemalige Gastwirtschaft   |
| Herzogstraße 17 (Standort)                                             | Ehemaliges Kleinbauernhaus           | Mittertennbau mit Flachsatteldach, 1. Hälfte 18. Jahrhundert und um 1840                                                                   | D-1-81-129-5 Wikidata | Ehemaliges Kleinbauernhaus |
| Herzogstraße 24 (Standort)                                             | Ehemalige Hofschmiede                | langgezogener geschlämmter Backsteinbau mit Korbbogentor und Satteldach, 1857                                                              | D-1-81-129-6 Wikidata | Ehemalige Hofschmiede      |
| Kirchweg 4 (Standort)                                                  | Ehemaliges Pfarrhaus                 | stattlicher zweigeschossiger Steilsatteldachbau mit stark profilierten Gesimsen, von Joseph Schmuzer, 1735                                 | D-1-81-129-7 Wikidata | weitere Bilder             |
| Kirchweg 6 (Standort)                                                  | Katholische Pfarrkirche St. Matthäus | Saalbau mit eingezogenem, halbrundem Chor und Chorflankenturm, einheitlich spätbarocker Neubau von Thomas Natter, 1712–15; mit Ausstattung | D-1-81-129-1 Wikidata | weitere Bilder             |
| Sankt Halden (400 m nördlich der Sägmühle an der Lechhalde) (Standort) | Gedächtniskapelle                    | kleiner Sichtbacksteinzentralbau mit Satteldachvorbau, 1913                                                                                | D-1-81-129-8 Wikidata | weitere Bilder             |

## Ehemalige Baudenkmäler
In diesem Abschnitt sind Objekte aufgeführt, die früher einmal in der Denkmalliste eingetragen waren, jetzt aber nicht mehr. Objekte, die in anderem Zusammenhang also z. B. als Teil eines Baudenkmals weiter eingetragen sind, sollen hier nicht aufgeführt werden. Aktennummern in diesem Abschnitt sind ehemalige, jetzt nicht mehr gültige Aktennummern.

| Lage                       | Objekt                 | Beschreibung                                                    | Akten-Nr. | Bild                   |
| -------------------------- | ---------------------- | --------------------------------------------------------------- | --------- | ---------------------- |
| Herzogstraße 10 (Standort) | Stattliches Bauernhaus | mit giebelseitigem Stall, im Kern 18. und Mitte 19. Jahrhundert |           | Stattliches Bauernhaus |